# 威廉一世 (普羅旺斯)
威廉一世（Guillaume Ier de Provence，950年代—993年）是普羅旺斯伯爵，968年至993年在位。他是阿爾勒伯爵波索二世的兒子。他娶安茹的阿德萊德，他們有兩個孩子，威廉二世與康斯坦絲。